# فترة تتابع النمو

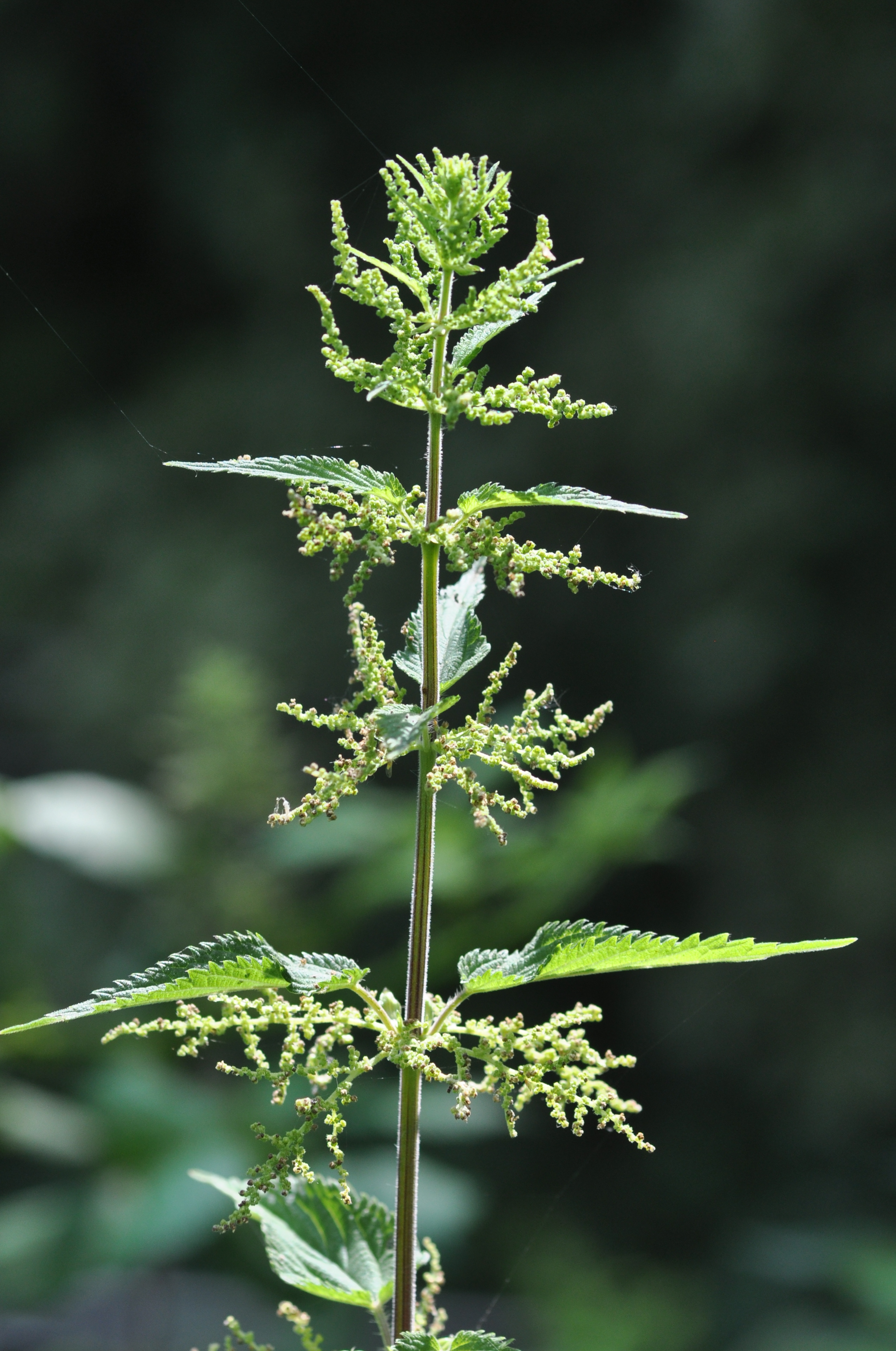

دلالة فترة تتابع النمو (أو الفترة الجبلية) ودلالة فترة تتابع نمو ورقة النبات هي طرق لقياس عمر النبات، وتعتمد على السمات المورفولوجية وليس العمر الزمني. ويزيل استخدام هذه الدلالات الاختلافات الناتجة عن الإنبات والاختلافات التطورية والنمو الأسي.

## التعريفات
يُطلق على النمط المكاني لترتيب أوراق النبات انتظام الورق، بينما يسمى الوقت بين الأحداث المتسلسلة لاستهلال الورق فترة تتابع النمو ومعدل الظهور من البرعم القمي هي الفاصل الزمني بين ظهور الأوراق (الفيلوكرون).

## معدل فترة تتابع النمو
في عام 1951، قدم إف جيه ريتشاردز فكرة معدل فترة تتابع النمو ووضع نظامًا من المعادلات لوصف التمثيل المركزي رياضيًا باستخدام ثلاث معاملات: معدل فترة تتابع النمو وزاوية الانحراف وزاوية المماس المخروطي إلى قمة المنطقة محل الدراسة.
يمر العنق الورقي أو الأشكال المختلفة من أوراق النبات بتغيير مفاجئ من البيئة عالية الرطوبة إلى بيئة قاحلة بدرجة أكبر. وهناك تغييرات أخرى يواجهها ورق النبات، مثل الاختلافات في مستوى الضوء والفترة الضوئية والمحتوى الغازي للهواء. وقد تمت مناقشة بعض التأثيرات على معدل الفاصل الزمني بين ظهور الأوراق/فترة تتابع النمو في الدراسات التالية: تأثيرات درجات الحرارة العالية والفترة الضوئية وارتباع البذور على النمو في نوعين من القمح الربيعي (Effects of Higher Temperatures, Photoperiod and Seed Vernalisation on Development in Two Spring Wheats)  والنموذج الوظيفي والتركيبي لاستطالة ورق النجيليات وعلاقته بالفاصل الزمني بين ظهور الأوراق (A functional-structural model of the elongation of the grass leaf and of its relationships to the phyllochron).